# Festival de vitesse de Goodwood
Pour les articles homonymes, voir Goodwood.
Le festival de vitesse de Goodwood (Goodwood Festival of Speed) est une course de côte annuelle qui rassemble de nombreux véhicules de course historiques à Goodwood House dans le Sussex de l'Ouest au Royaume-Uni. La première édition s'est déroulée en 1993 à l'initiative de Charles Gordon-Lennox. Celui-ci voulu l'organiser sur le circuit de Goodwood, mais n'ayant pas l'autorisation, le festival se déroule depuis sur ses propres terres.

## Présentation
Le festival est organisé fin-juin début-juillet pendant un week-end sans Grand Prix de Formule 1. Les visiteurs ont l'occasion de voir une course de côte avec voitures et motos issues de 100 ans de sport automobile et notamment de nombreuses voitures de F1 récentes. À part les machines, l'événement rassemble des personnalités célèbres du sport automobile.
Le record officiel de la montée fut établi en 1999 par Nick Heidfeld sur la McLaren MP4-13 en 41,6 secondes. Pour des raisons de sécurité, les voitures de Formule 1 ne sont plus chronométrées officiellement. En 2006, Heikki Kovalainen sur la Renault R25 de 2005 franchit la ligne d'arrivée en moins de 40 secondes. En 2019, Romain Dumas bat ce record avec le sport-prototype électrique Volkswagen ID.R avec un temps de 39 s 90. En 2022, Max Chilton établit un nouveau record à bord de la McMurtry Automotive Speirling, une voiture électrique surnommée « mini-Batmobile », avec un temps canon de 39 s 081 notamment permis par le ventilateur ventral qui la colle à la piste.
L'une des attractions les plus populaires est la course des Supercars organisée depuis 2000. Elle permet aux constructeurs automobiles de montrer leurs dernières voitures de sport, avec notamment la Bugatti Veyron ou la Ferrari Enzo P4/5 en 2007.
La course fut endeuillée en 2000 par la mort d'un pilote (John Dawson-Damer) et d'un commissaire lors d'un accident sur la ligne d'arrivée. Un autre commissaire fut sérieusement blessé.
Les courses de caisses à savon (voitures sans moteur faisant des courses en descente) organisées de 2000 à 2004 furent arrêtées en 2005 pour des raisons de sécurité. La même année fut inaugurée la spéciale en forêt pour les voitures de rallye.
L'édition 2020 prévue initialement du 9 au 12 juillet est reportée en raison de l'épidémie de coronavirus Covid-19.

## Constructeurs à l'honneur

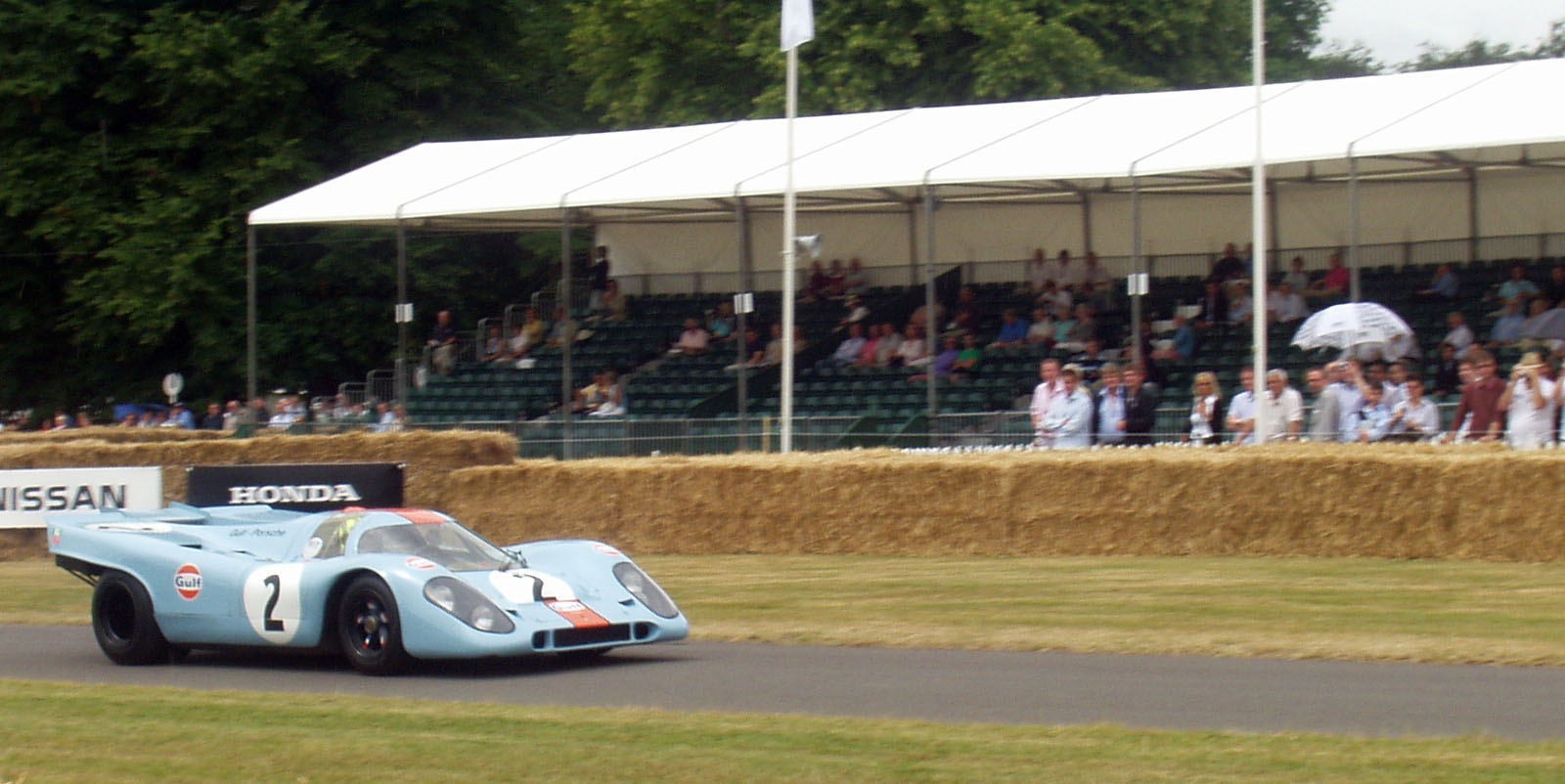
Porsche 917 de 1970 au festival de vitesse en 2006.

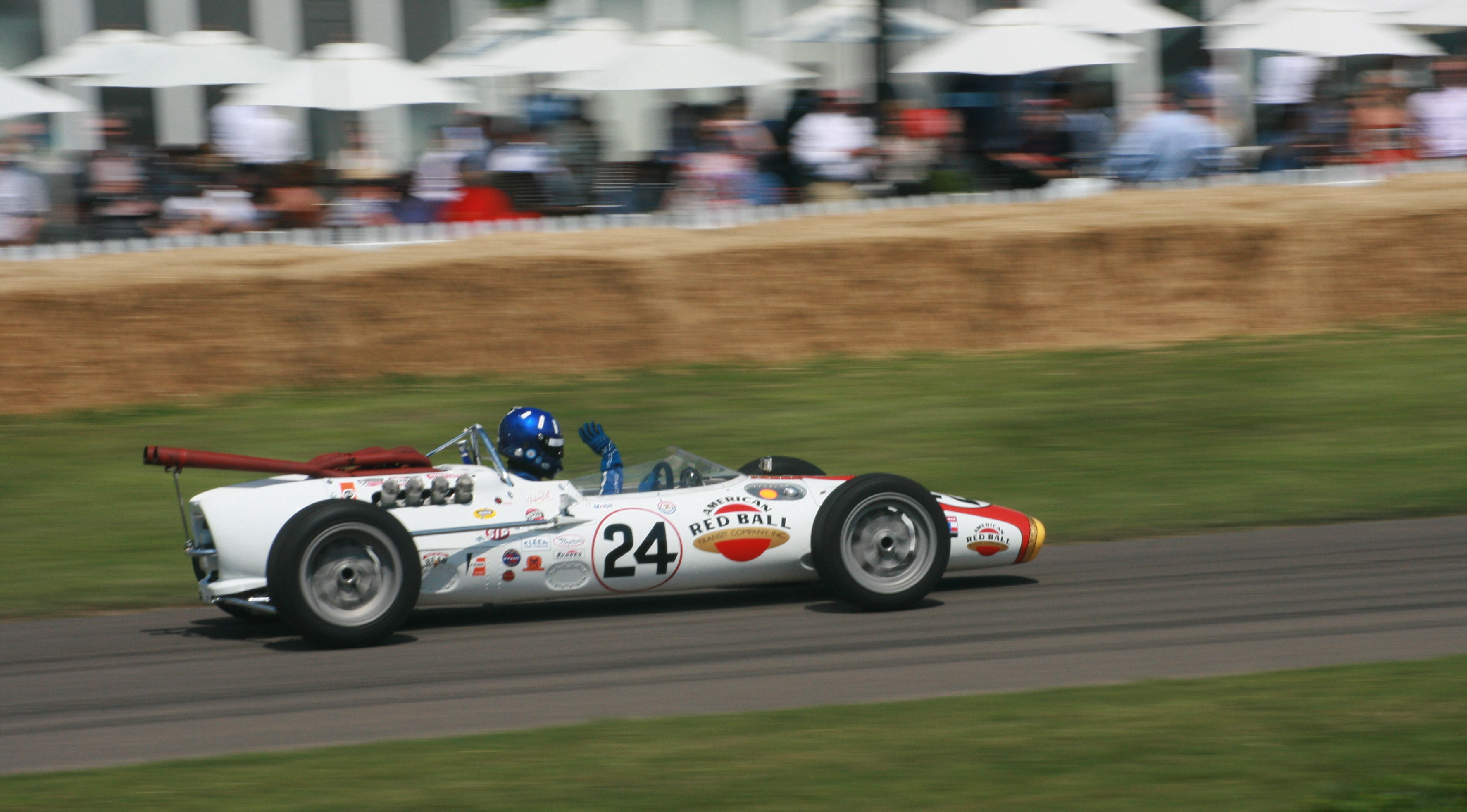
Joshua Hill en 2011, au volant de la Lola-Ford T90 Red Ball Special avec laquelle Graham Hill, son grand-père, a remporté les 500 miles d'Indianapolis 1966.

- 1997 : Ferrari, cinquantième anniversaire
- 1998 : Porsche, cinquantième anniversaire
- 1999 : Audi
- 2000 : Jaguar
- 2001 : Mercedes-Benz, centenaire
- 2002 : Renault
- 2003 : Ford, centenaire
- 2004 : Rolls-Royce, centenaire
- 2005 : Honda
- 2006 : Renault
- 2007 : Toyota
- 2008 : Land Rover, soixantième anniversaire
- 2009 : Audi, Bugatti, centenaire
- 2010 : Alfa Romeo, centenaire
- 2013 : Lamborghini, cinquantième anniversaire
- 2014 : Maserati, centenaire
- 2015 : Mazda
- 2016 : BMW
- 2017 : Bernie Ecclestone, 2017 est la première édition où une personne est célébrée.
- 2018 : Porsche, soixante-dixième anniversaire
- 2019 : Aston Martin, soixante-dixième anniversaire
- 2020 : Annulé (en raison de la pandémie de Covid-19)
- 2021 : Lotus[4]
- 2022 : BMW
- 2023 : Porsche, soixante-quinzième anniversaire[5]
- 2024 : MG, centenaire

## Voitures et pilotes célèbres
- 1993 à 2005 : Stirling Moss, Mercedes-Benz 300 SLR (#722)
- 1999 : Mario Andretti
- 1999 : Michele Alboreto
- 2000 : Smokey Yunick
- 2000 et 2004 : Bobby Allison
- 2000 : TVR Cerbera Speed 12
- 2001 et 2003 : Bob Riggle, Hemi Under Glass (Plymouth Barracuda de 1966)
- 2001 : Dick Landy, Dodge Challenger
- 2001 : Darrell Waltrip, 1985 Chevrolet Monte Carlo, Ferrari 712P, Mercedes C11
- 2002, 2003 et 2007 : Toyota 7 de 1970
- 2002 : Cadillac Cien
- 2002 : Rod Millen, Toyota Celica (tenant du record à Pikes Peak en 1994)
- 2003 : Dan Gurney, Alligator
- 2003 : Jim Hall, Chaparral 2E et 2J
- 2003 : Mercedes-Benz SLR McLaren (pré-production)
- 2003 : Rod Millen, Toyota Tacoma (vainqueur 1998-2000 à Pikes Peak)
- 2003 : Shelby American Toyota 2000 GT, SCCA CP car
- 2005 : Kazunori Yamauchi, Jaguar D-Type
- 2005 : Ewan McGregor et Charley Boorman, BMW R1150GS Adventure
- 2005 et 2006 : Mercedes-Benz SLR McLaren (production)
- 2005 et 2007 : Ukyo Katayama, Toyota GT-One de 1999 (deuxième aux 24 Heures du Mans 1999)
- 2005 et 2007 : Ukyo Katayama, Castrol TOM'S Toyota Supra (champion JGTC)
- 2005 : Maktoum Hasher Maktoum Al Maktoum, pilote A1 Grand Prix
- 2006 : Charley Boorman, BMW F650 GS Dakar
- 2006 : Richard Petty, STP Dodge Charger de 1974
- 2006 et 2007 : Bugatti Veyron 16.4
- 2006 : Dennis Aase, Toyota Celica de 1986 (champion IMSA GTO 1986)
- 2006 : Hurley Haywood, Audi 5000 de 1988 (champion Trans-Am 1988)
- 2006 : Greg et Leo Mansell, pilotes Formule BMW
- 2006 : Nigel Mansell, pilote Grand Prix Masters
- 2007 : Nobuhiro Tajima, Suzuki Escudo (pilote à Pikes Peak)
- 2007 : Lewis Hamilton, McLaren Racing MP4-21
- 2008 : Lewis Hamilton, McLaren Racing MP4-22
- 2009 : Eddie Irvine, Jackie Stewart, Jenson Button, Lewis Hamilton, David Coulthard, Timo Glock, Bruno Senna, Mark Webber, Mick Doohan et Troy Corser

## Éditions

### 27eédition (2019)
Du 4 au 7 juillet 2019
Nouveautés
- De Tomaso P72[6]
- Ford GT Mk II[7]

### Édition 2020 annulée
L'édition 2020 du Festival est annulée en raison de la Pandémie de Covid-19 au Royaume-Uni

### 28eédition (2021)
Du 8 au 11 juillet 2021
Nouveautés
- BMW Série 2 Coupé[8]
- Ineos Grenadier[9]
- Lotus Emira[10]

### 29eédition (2022)
Du 23 au 26 juin 2022.
Nouveautés
Concept cars
- McMurtry Spéirling Concept
- Porsche 718 Cayman GT4 ePerformance[12]

### 30eédition (2023)
Du 13 au 16 juillet 2023, sauf le samedi 15 juillet. En effet, pour la première fois de son histoire, le Festival n'a pas eu lieu le samedi en raison de conditions météorologiques liées au risque de vent violent.
Nouveautés
- Ferrari KC23[15]
- Ford Mustang Mach-E Rally[16]
- Hyundai Ioniq 5 N[17]
- Ineos Grenadier Quartermaster[18]
- Lamborghini SC63[19]
- Mercedes-AMG GT II[20]
- Pininfarina Battista Edizione Nino Farina[21]

Concept cars
- Caterham Project V[22]
- MG EX4 Concept[23]
- Porsche Vision 357 Speedster[24]

### 31eédition (2024)
Du 11 au 14 juillet 2024.
Nouveautés
- Alpine A290[26]
- Aston Martin Valiant
- Bentley Continental GT Hybrid
- BMW X3 (G45)
- Ford Capri EV
- Hongqi EH7[27]
- Hongqi EHS7[27]
- Ineos Grenadier Detour[28]
- Land Rover Defender Octa
- MG HS II[29]
- Red Bull RB17

Concept cars
- MG Cyber GTS[30]